# Droga wojewódzka nr 942
Droga wojewódzka nr 942 (DW942) – droga wojewódzka o długości 48 km w południowej Polsce, w województwie śląskim, łącząca Bielsko-Białą z Wisłą.
Rozpoczyna się na węźle Bielsko-Biała–Wapienica na drodze ekspresowej S52, w bielskiej dzielnicy Wapienica. W granicach Bielska-Białej biegnie ulicami: Międzyrzecką, Cieszyńską, śródmiejską obwodnicą zachodnią,  Bystrzańską oraz ulicą Żywiecką.
Następnymi miejscowościami leżącymi przy drodze są: Bystra, Meszna, Buczkowice oraz Szczyrk. Droga stanowi ich główne arterie, a w przypadku Szczyrku – oś urbanistyczną.
Dalej przebiega przez Przełęcz Salmopolską, gdzie pokonuje kilkanaście ostrych zakrętów, oraz wiślańskie dzielnice–doliny: Malinkę i Nową Osadę.
Koniec drogi stanowi skrzyżowanie o ruchu okrężnym z drogą wojewódzką nr 941 w wiślańskiej dzielnicy Dziechcinka.